# دلنسی جیل

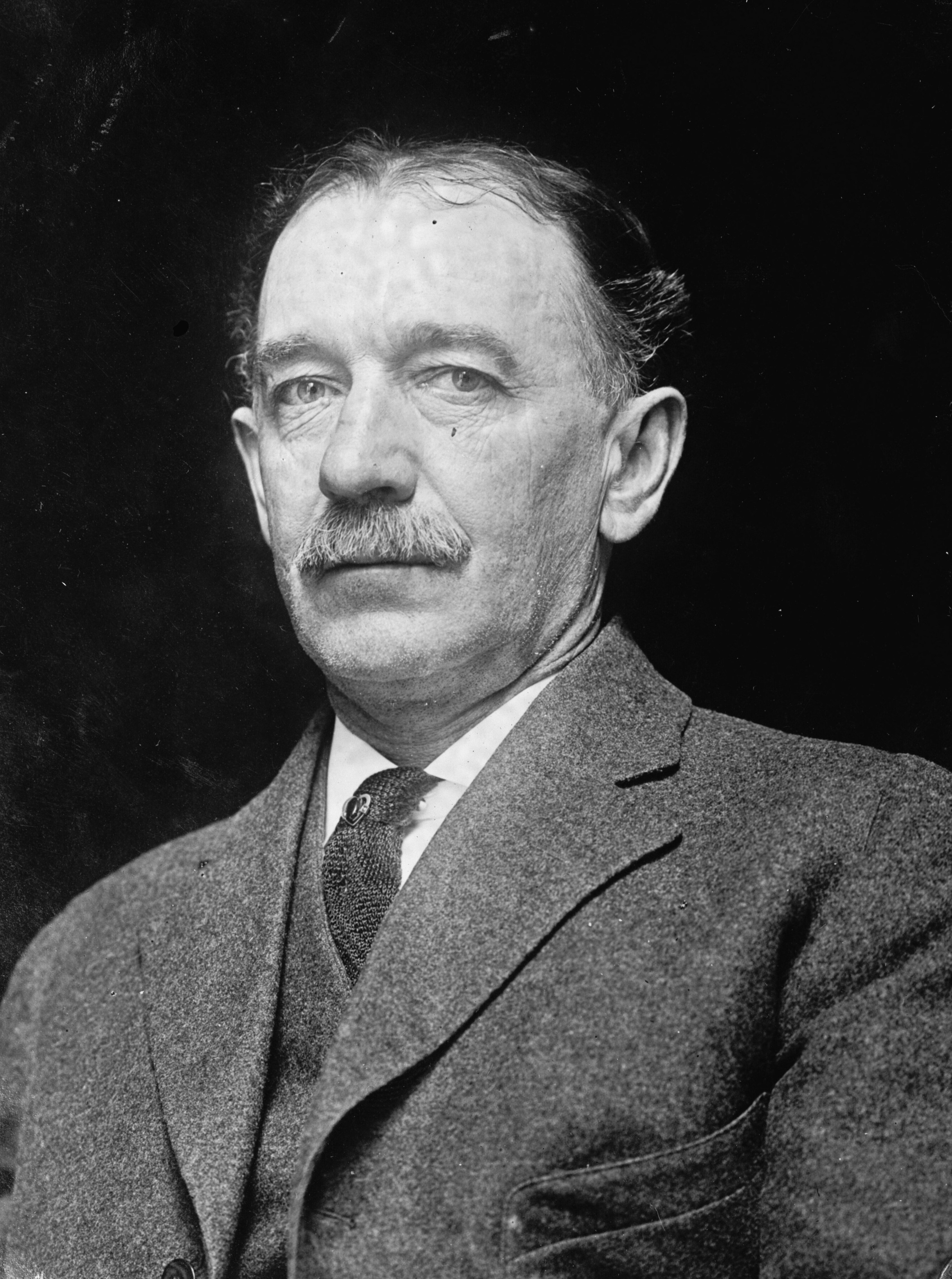
جیل ۱۹۱۰

دلنسی جیل (انگلیسی: DeLancey W. Gill; ۱ ژوئیهٔ ۱۸۵۹ – ۳۱ اوت ۱۹۴۰) هنرمند آمریکایی بود که در طراحی مناظر، نقاشی و عکاسی تخصص داشت. او به دلیل نقاشی‌های آبرنگ دقیق خود از مناظر، با تمرکز بر جوامع بومی آمریکا و واشینگتن دی سی، شهرت یافت. از سال ۱۸۸۹ تا ۱۹۳۲، او به عنوان مدیر بخش تصویرسازی در دفتر قوم‌شناسی آمریکایی مؤسسه اسمیتسونیان خدمت کرد. گیل علیرغم اینکه در زمینه عکاسی آموزش ندیده بود، وظایف عکاسی را در دفتر به عهده گرفت و هزاران تصویر از هیئت‌های بومی آمریکا، از جمله افراد مشهوری مانند جرونیمو و رئیس جوزف، ثبت کرد. برخی از عکس‌های او در نشریات، نمایشگاه‌های اسمیتسونیان، و حتی بر روی تمبر پستی در سال ۱۹۲۳ به نمایش درآمد.

## نقاشی و تصویرگری
زمانی که گیل به عنوان نقشه‌کش کار می‌کرد، شروع به طراحی و نقاشی از مناظر اطراف واشینگتن دی سی کرد. طرح‌های او نادر هستند زیرا محله‌های فقیرتر از جمله جوامع سیاه‌پوست و مهاجر را نشان می‌دهند. یکی از نقاشی‌های او خانه‌ای را نشان می‌دهد که نگاهی اجمالی به شرایط زندگی مردم طبقه کارگر در شهر دارد. گیل به خاطر نقاشی‌های آبرنگ‌اش به شهرت رسید و از فروش هنرش بیشتر از شغلش در خزانه‌داری درآمد کسب کرد. در سال ۱۸۸۱، نقاشی‌های او در شهر نیویورک به نمایش گذاشته شد.
در سال ۱۸۸۴، گیل توسط ویلیام هنری هولمز، رئیس تصویرسازی در سازمان زمین‌شناسی ایالات متحده (USGS) استخدام شد تا به عنوان یک طراح با تمرکز بر دیرینه‌شناسی کار کند. هولمز که نقاش آبرنگ نیز بود، مهارت‌های هنری گیل را تحسین کرد و به سرعت او را در USGS ارتقا داد. در سال ۱۸۸۹، زمانی که هولمز به دفتر قوم‌شناسی آمریکایی (BAE) نقل مکان کرد، گیل سمت هولمز را به عنوان رئیس تصویرگری بر عهده گرفت. گیل در نقش جدید خود بر انتشار تصاویر و عکاسی برای USGS نظارت داشت و همچنین بر تصویرسازی برای BAE نظارت کرد.

## عکاسی
در سال ۱۸۸۹، گیل ابزارهای سنگی قدیمی را در حین طراحی در پارک راک کریک پیدا کرد. تصور می‌شد این ابزارها مربوط به حدود ۲۰۰۰ سال قبل از میلاد باشد. او برای یک پروژه باستان‌شناسی به رهبری هلمز از آثار باستانی عکس گرفت که اولین بار بود که کار عکاسی انجام می‌داد.
در سال ۱۸۹۴، پاول کار خود را در USGS ترک کرد تا بر اداره BAE تمرکز کند. چهار سال بعد، گیل نیز استعفا داد تا بتواند به کار بر روی انتشارات Bureau ادامه دهد. با وجود اینکه گیل هیچ آموزش رسمی در زمینه عکاسی نداشت، پس از خروج دو عکاس قبلی، عکاس دفتر شد. او هر سال به تعداد صدها عکس از مردم بومی آمریکا، عمدتاً نمایندگانی که از پایتخت بازدید می‌کردند، گرفت. دقیقاً مشخص نیست که او چند عکس گرفته است، اما تخمین زده می‌شود که بین ۲۰۰۰ تا ۳۰۰۰ عکس باشد. یک گزارش زمانی که او بازنشسته شد نشان داد که او حدود ۷۰۰۰ عکس گرفته است. گیل همچنین تمام نگاتیوهای عکس را بر اساس زبانی که سوژه‌ها صحبت می‌کنند، سازماندهی و دسته‌بندی کرد. در یک نقطه، او کل مجموعه پرتره‌های بومیان آمریکایی BAE را دوباره سازماندهی کرد.
در طول قرن نوزدهم، گروه‌های بومی آمریکا اغلب به دلایل مختلف مانند بستن معاهدات یا اجتناب از درگیری به واشینگتن دی سی می‌آمدند. دولت در دهه‌های ۱۸۶۰ و ۱۸۷۰ شروع به عکاسی از این هیئت‌ها کرد. هیئت‌های بیشتری در دهه ۱۸۹۰ به واشینگتن آمدند، به ویژه در زمستان که کنگره در حال برگزاری بود. به‌طور معمول، بومیان آمریکا برای گرفتن عکس‌هایشان پولی دریافت نمی‌کردند، اما رئیس آپاچی، جرونیمو، قبل از اجازه دادن به گیل برای گرفتن عکس از او، اصرار داشت که به پول پرداخت کند.

## زندگی شخصی و مرگ

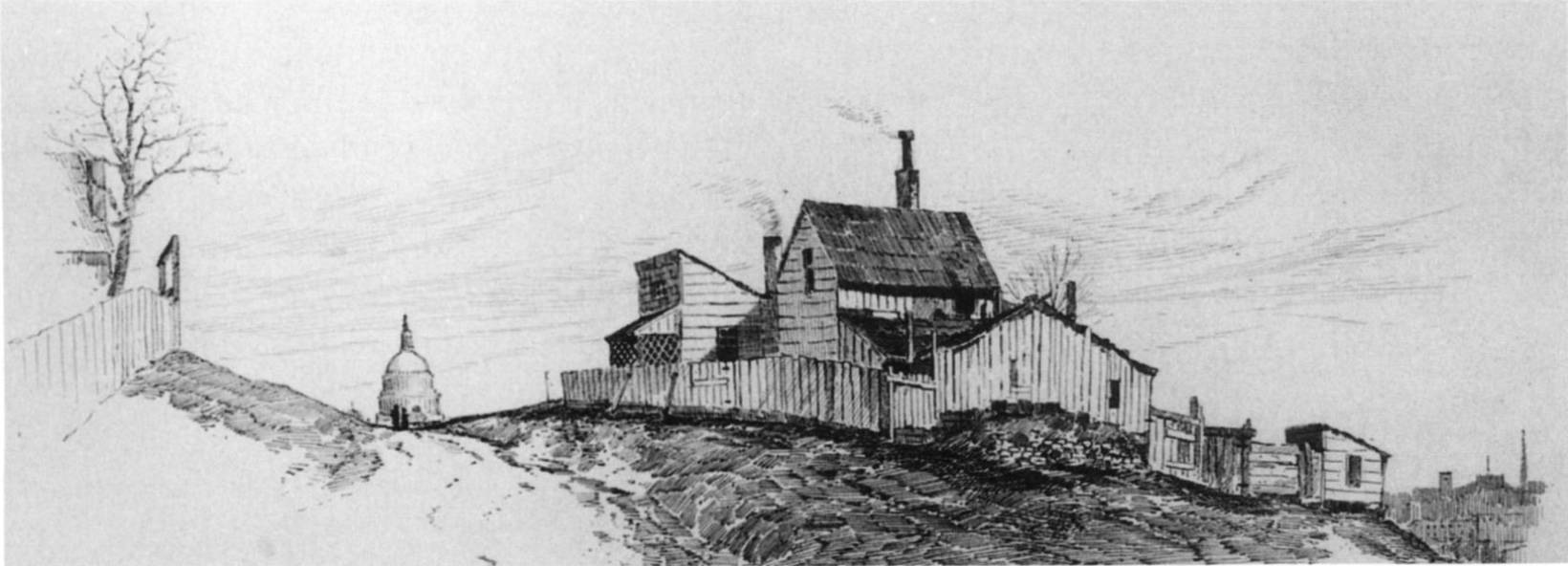
طراحی با جوهر، خانه ای در واشینگتن دی سی توسط گیل، سی. ۱۸۸۰

گیل با همسر اول خود، رز، در سال ۱۸۸۱ ازدواج کرد. آنها با هم صاحب شش فرزند شدند. رز در سال ۱۸۹۳ درگذشت. گیل سپس در سال ۱۸۹۵ با مری رایت ازدواج کرد. آنها با هم صاحب یک دختر شدند. اما آنها در سال ۱۹۰۳ طلاق گرفتند. گیل دوباره در سال ۱۹۰۵ با کاترین همیک ازدواج کرد و آنها صاحب یک فرزند شدند. گیل دوچرخه سواری را دوست داشت و عضو گروهی به نام باشگاه دوچرخه پایتخت بود. او همچنین بخشی از باشگاه‌های دیگری بود که روی هنر، تاریخ و عتیقه‌ جات متمرکز بودند. او کلاس‌های نقاشی تدریس می‌کرد و آهنگ‌های معنوی آفریقایی-آمریکایی و آهنگ‌های محلی را جمع‌آوری می‌کرد. او عاشق جمع‌آوری اشیای عتیقه، به ویژه قالیچه‌های شرقی و چینی‌های شرق آسیا بود.
پس از بازنشستگی از اسمیتسونیان، گیل به اسکندریه، ویرجینیا نقل مکان کرد. او در سال ۱۹۴۰ پس از سقوط از چند پله در خانه اش و ضربه به سرش درگذشت.

## نگارخانه

ماوث آو جیمز کریک، نوشته گیل سی.دهه ۱۸۸۰، ساختمان کاپیتول را به شکلی که از بخش روستایی واشنگتن دیده می‌شود، نشان می‌دهد
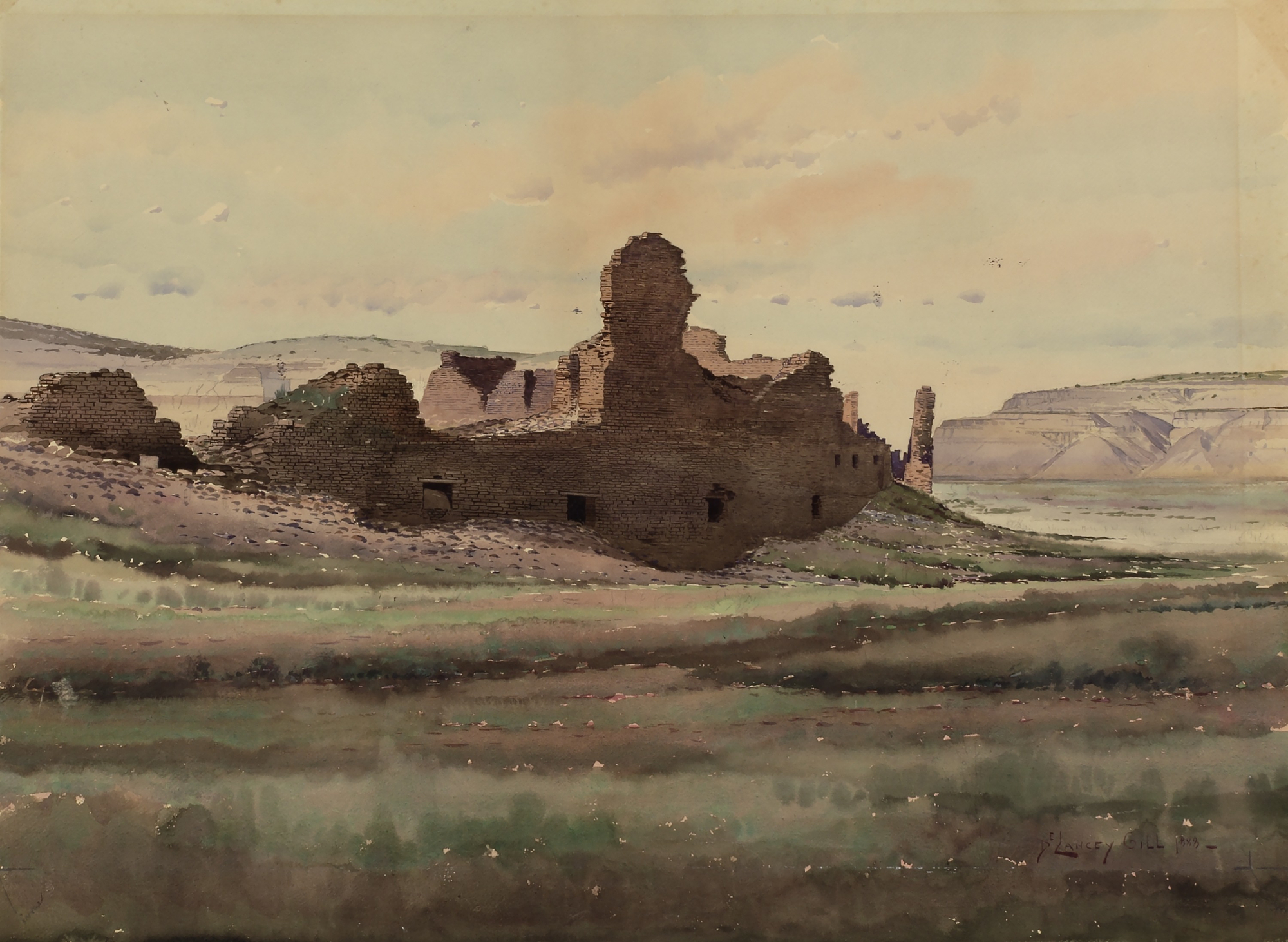
خرابه پوئبلو بونیتو، چاکو کنیون، نیومکزیکو، اثر گیل، ۱۸۸۸
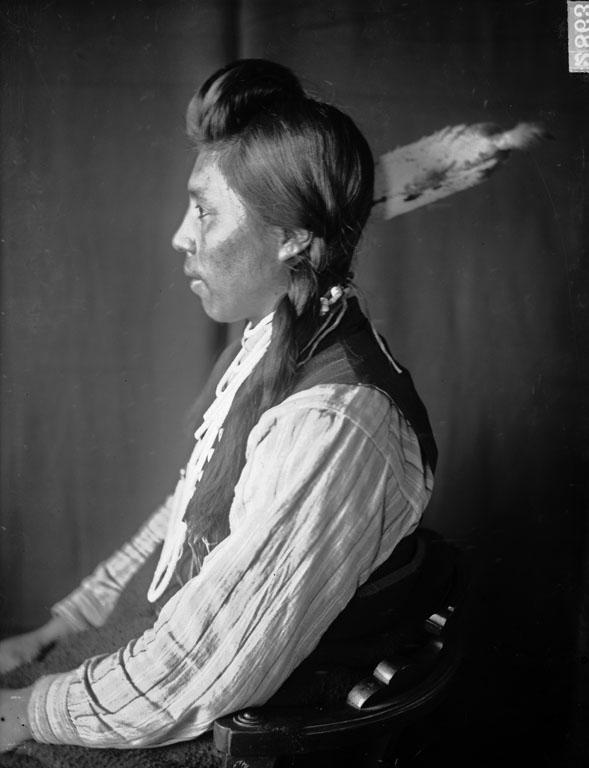
نمایه مرد یاکاما توسط گیل، ۱۹۰۶
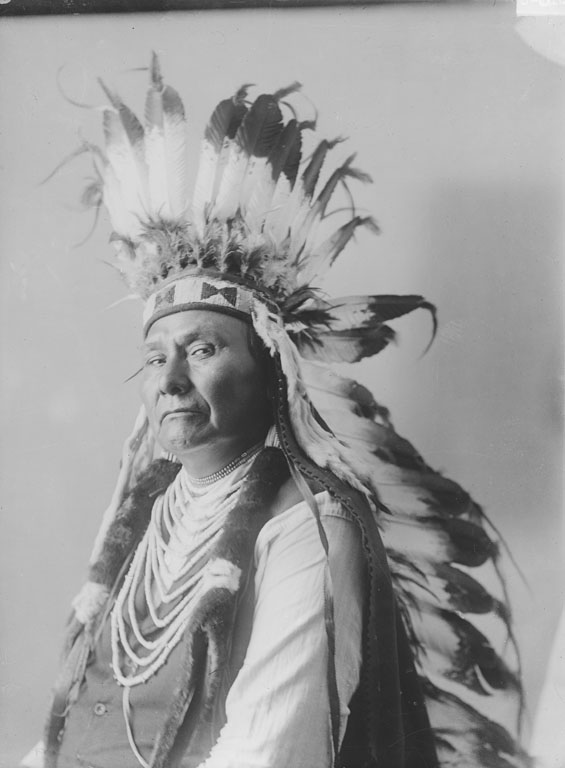
پرتره رئیس جوزف توسط گیل، ۱۹۰۰